# Paragnathia formica
Paragnathia formica är en kräftdjursart som först beskrevs av Hesse 1864.  Paragnathia formica ingår i släktet Paragnathia och familjen Gnathiidae. Inga underarter finns listade i Catalogue of Life.

## Bildgalleri

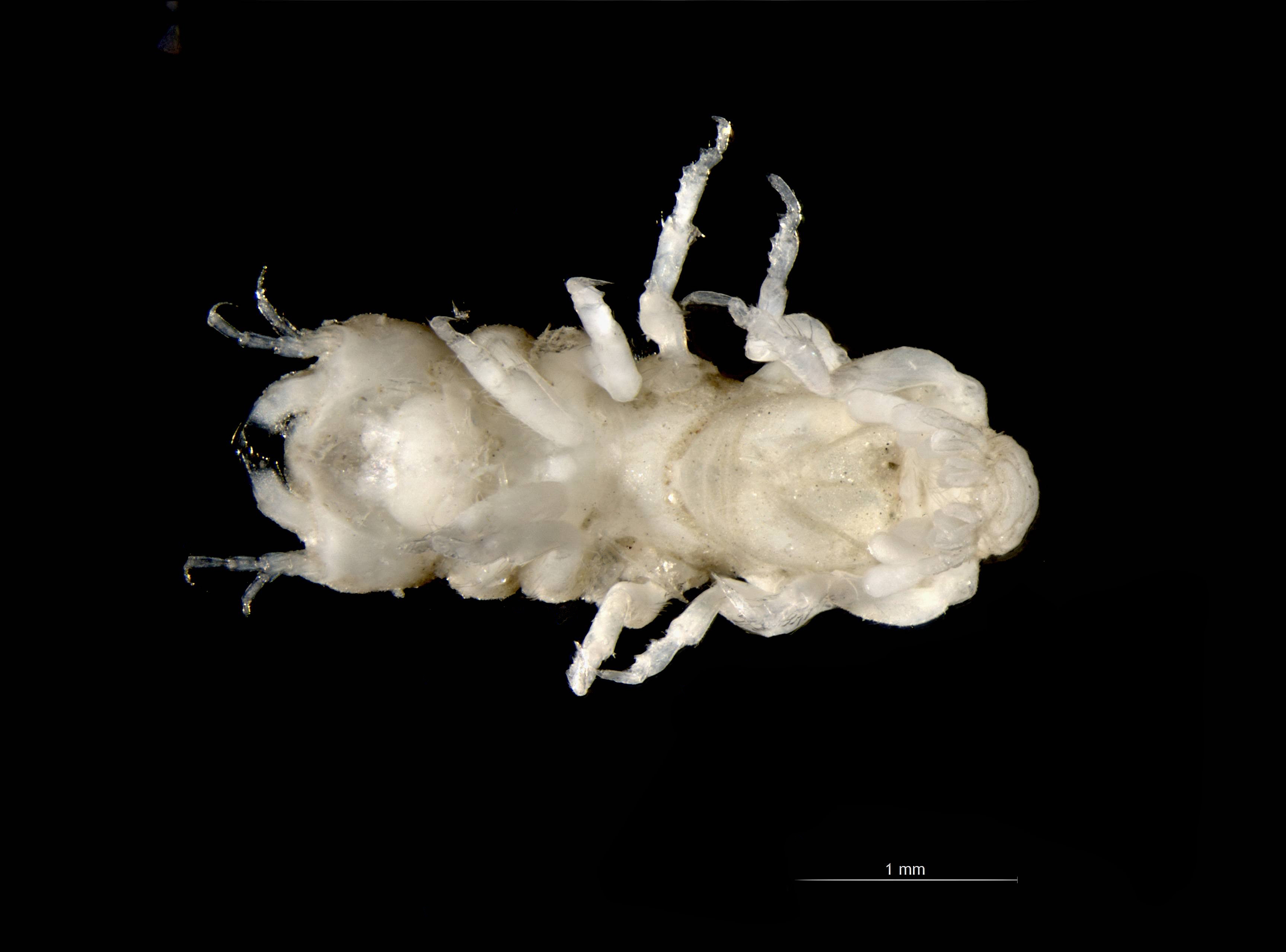
hane (buksida)